# Сура Аль-Касас
Сура Аль-Касас (араб. سورة القصص‎) або Розповідь — двадцять восьма сура Корану. Мекканська, містить 88 аятів.